# Liste der Bürgermeister der Stadt Sayda

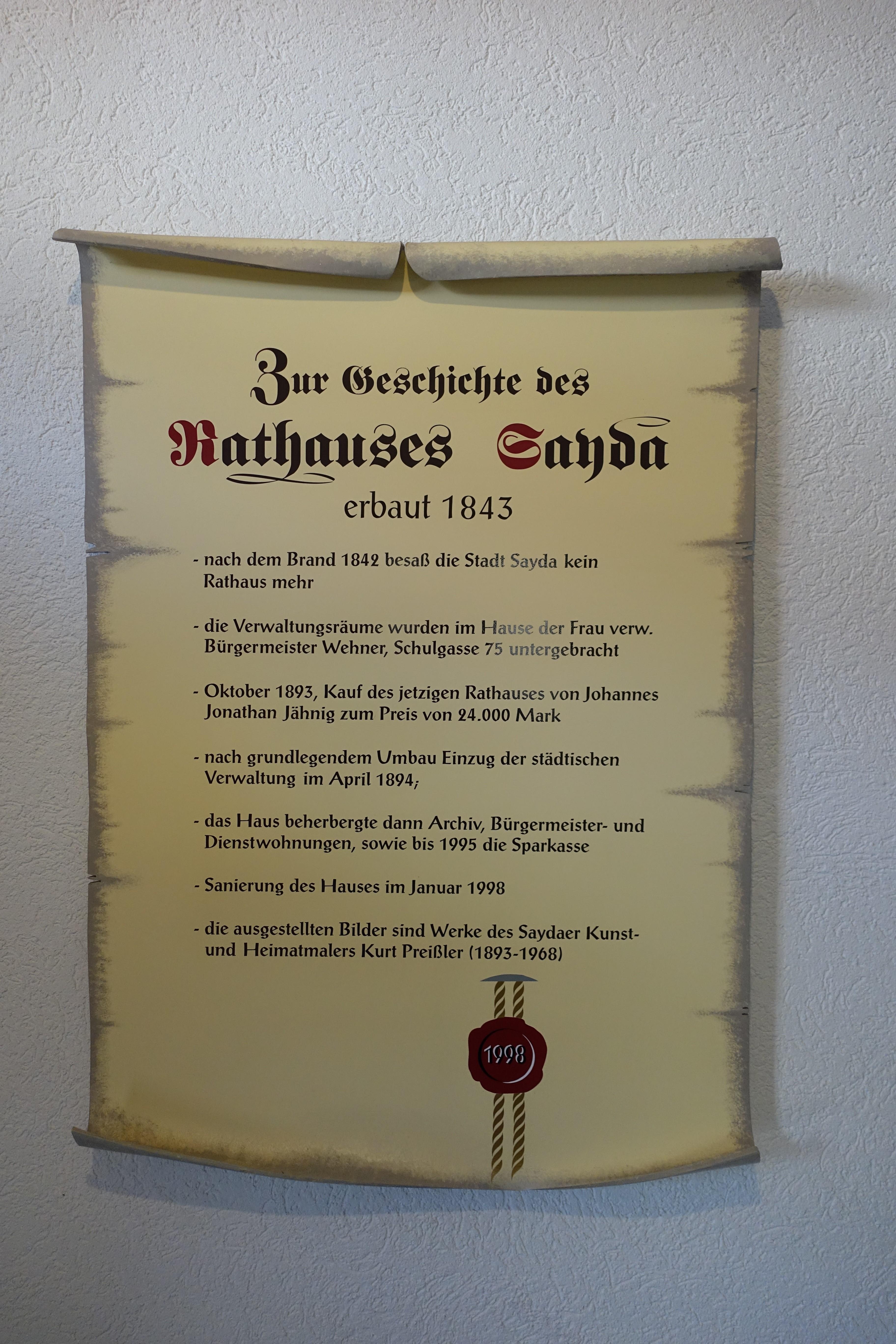
Rathaus Sayda

Die Liste der Saydaer Bürgermeister zählt die Bürgermeister und Stadtrichter der Bergstadt Sayda in Sachsen auf, beziehungsweise die worthaltenden (regierenden) Bürgermeister des Rats und sonstige Personen an der Spitze von der Verwaltung.

## 16. Jahrhundert
- 1589–1601 Michel Bellmann, Schuhmacher

## 17. Jahrhundert
- 1601–1610 Peter Weißbach, unbekannt
- 1610–1629 Esias Walde, Schneider
- 1634–1638 Wolf Stocklebe, Schuhmacher
- 1638–1643 Zacharias Emrich, Bäcker
- 1643–1662 Caspar Fuhrmann, Seiler
- 1659–1662 Andreas Futterhecker, Stadtrichter, vertretungsweise Bürgermeister
- 1663–1667 Melchior John, Sohn des Stadtrichters
- 1667–1691 Daniel Seyß, Krämer
- 1693–1701 George Gleditsch, Seifensieder
- 1693–1713 Michael Kempe, Tuchmacher, 1697 ist sein Amt ruhend, Gleditsch, reg. Bürgermeister

## 18. Jahrhundert
- 1704–1712 Johann Michael Herrmann, Bergrevisor
- 1712–1728 Johann Benjamin Trainer, Apotheker
- 1730–1740 Christian Bräuer, Berg- und Schichtmeister
- 1729–1744 Heinrich Caspar Strauß, Jurist und Notar
- 1750–1762 Johann Peter Fritzsche, Weißgerber
- 1763–1766 Johann George Walter, Bäcker
- 1767–1773 Gottlob Ferdinand Homilius, Advokat und Notar
- 1773–1778 Johann Friedrich Rupp, Chirurg und Bader
- 1778–1802 Franz Friedrich Leichsenring, Buchbinder

## 19. Jahrhundert
- 1802–1811 Christoph Nicolaus Fischer, Strumpfwirker
- 1814–1820 Adolph Heinrich August Walter, Apotheker
- 1820–1832 Johann Christoph Beil, Nadler

Am 2. Februar 1832 wurde die Sächsische Allgemeine Städteordnung rechtskräftig. Danach waren bis 1945 ausschließlich Juristen Bürgermeister.
- 1834 George Friedrich Hofmann, Senator verwaltet Bürgermeisteramt
- 1834 Karl Friedrich Strauß, Senator verwaltet Bürgermeisteramt
- 1834–1845 Karl Wilhelm Trautzsch, Advokat und Justizrat
- 1845–1846 Karl Gustav Zumpe, Advokat
- 1846–1848 Moritz Haase, interimistisch
- 1848–1849 Julius Oswald Golz, Rechtsanwalt
- 1862–1887 Emil Eduard Wehner, Rechtsanwalt und Notar
- 1887–1917 Hermann Rudolf Uhlich, Rechtsanwalt und Notar

## 20. Jahrhundert
- 1917–1945 Walter Werner, Rechtsanwalt und Notar
- 1945 Matschewsky, Gastwirt
- 1945–1946 Arno Härtel, Angestellter beim Amtsgericht Sayda
- 1946–1950 Dr. Werner Neubauer
- 1950–1951 Fritz Richter, Angestellter
- 1951–1952 Gottfried Greif, Angestellter
- 1952–1970 Albert Maiwald, Angestellter
- 1970–1973 Jörg Uwe Freyer, Gärtner
- 1973–1991 Joachim Weindt, Sparkassenangestellter
- 1991–2008 Hartmut Wagner, Rundfunk- und Fernsehmechaniker, Wahlen: 1994, 2001

## 21. Jahrhundert
- 2008 bis 2022 Volker Krönert, Ingenieur, Wahlen: 2008, 2015
- 2022 bis dato Stefan Wanke, Angestellter, Wahl: 2022

## Quelle
- http://www.archiv.sachsen.de/archiv/bestand.jsp?oid=02.
- Unterlagen Museum/Stadtarchiv Sayda